# Lot 51 (Île-du-Prince-Édouard)
Lot 51 est un canton dans le comté de Kings, Île-du-Prince-Édouard, Canada. Il fait partie de la Paroisse St. George.

## Population
- 781 (recensement de 2001)[1]
- 792 (recensement de 2006)[1]
- 769 (recensement de 2011)[2]

## Communautés
Non-incorporé :
- Baldwin Road
- Greenfield
- New Perth
- Peakes Road
- Victoria Cross